# Кинг, Джеймс Дэвид
Джеймс Дэвид Кинг (англ. James David King, родился 24 июля 1990 года в Уодонге) — валлийский регбист австралийского происхождения, выступавший на позициях нападающего второй и третьей линий. Известен по играм за валлийский клуб «Оспрейз».

## Биография

### Клубная карьера
Кинг родился в Австралии, но с семьёй переехал в Северный Уэльс в раннем детстве, где и вырос. Окончил Алунскую школу, выступал на любительском уровне за «Аберавон». В системе «Оспрейз» с 2009 года, провёл 203 матча и набрал 35 очков.
За время выступления перенёс несколько тяжёлых травм. Так, 1 января 2012 года в первом матче нового года против «Кардифф Блюз» (победа «Оспрейз» 17:12) в одной из стычек против новозеландца Ксавье Раша последний чуть не оторвал Кингу правое ухо, вследствие чего потребовалось экстренное вмешательство хирургов. Он был прооперирован в больнице Морристон в Суонси.
27 сентября 2019 года в матче открытия нового сезона Про14 против «Ольстера» Кинг получил тяжёлую травму плеча и вынужден был покинуть поле в перерыве, а его клуб проиграл 14:38. В связи с незалеченной травмой плеча в январе 2021 года Кинг объявил о завершении игровой карьеры.

### Карьера в сборной
В январе 2013 года Кинг попал в число 35 человек, вызванных на подготовку Уэльса к Кубку шести наций, в связи с травмой четырёх локов. Дебютировал 8 июня 2013 года матчем против Японии в Осаке. Всего сыграл 11 матчей, в том числе матч чемпионата мира в Англии против Уругвая 20 сентября 2015 года. Последнюю игру провёл 5 февраля 2017 года в Риме против Италии.